# Mount Sarbach
Mount Sarbach är ett berg i Kanada.   Det ligger i provinsen Alberta, i den centrala delen av landet, 3 100 km väster om huvudstaden Ottawa. Toppen på Mount Sarbach är 3 155 meter över havet, eller 760 meter över den omgivande terrängen. Bredden vid basen är 9,5 km.
Terrängen runt Mount Sarbach är huvudsakligen bergig, men norrut är den kuperad.Trakten runt Mount Sarbach är nära nog obefolkad, med mindre än två invånare per kvadratkilometer.. 
Trakten runt Mount Sarbach består i huvudsak av gräsmarker.